# G. Yves Landry
Pour les articles homonymes, voir Yves Landry.
G. Yves Landry est un homme d'affaires québécois né à Thetford Mines au Québec le 15 février 1938 et décédé le 15 mars 1998 à St. Petersburg en Floride. 

## Biographie
Il est titulaire d'un baccalauréat en commerce et d'une maîtrise en sciences commerciales de l'Université Laval. 
Avant de se joindre à Chrysler Canada il a occupé divers postes cadres au sein du secteur des ventes de deux grandes pétrolières canadiennes.
Après plusieurs postes importants chez Chrysler il en est devenu le président en 1990. 
La Fondation Yves-Landry a été créée en son honneur.

## Honneurs
- 1986 - Trophée Hermès décerné par la Faculté des sciences de l'administration de l'Université Laval
- 1993 - Médaille Gloire de l'Escolle
- 1993 - prix de gestion de l'Université McGill
- 1993 - docteur de l'Université d'Ottawa
- 1995 - docteur en droit de l'Université de Windsor
- 1995 - officier de l'ordre du Canada
- 1997 - doctorat honorifique en droit civil de l'Université Acadia
- 1997 - doctorat honorifique en administration des affaires par l'Université de Moncton